# Tritonia incerta
Tritonia incerta is een slakkensoort uit de familie van de Tritoniidae. De wetenschappelijke naam van de soort is voor het eerst geldig gepubliceerd in 1904 door Bergh.